# La Terre des taureaux
Pour plus de détails, voir Fiche technique et Distribution.
La Terre des taureaux (La Tierra de los toros) est un film franco-espagnol réalisé par Musidora en 1924. Il s'agit d'un documentaire-fiction explorant la vie des élevages de taureaux destinés à la corrida en Andalousie, vu à travers les yeux d'une journaliste-enquêtrice. Tourné sur les terres du torero-rejoneador Antonio Cañero, ce film marque un tournant dans la carrière de Musidora, qui exerce pour la première fois un contrôle total sur sa création.

## Synopsis
Une journaliste décide d'explorer l'univers des élevages de taureaux destinés à la corrida en Andalousie. Elle se rend sur les terres du célèbre torero-rejoneador Antonio Cañero et enquête sur les traditions et les pratiques entourant cet univers. Le film mêle observation documentaire et mise en scène fictionnelle pour offrir une immersion au cœur des élevages de « toros bravos ».
Ce documentaire-fiction est composé de cinq tableaux : La Vie d’un ganadero, la veille d’une corrida ; La Corrida, le rejoneador ; La Laide ; Métamorphose ; Épilogue.
Il présente la particularité d'être pensé comme un spectacle complet dans lequel Musidora avait prévu d'intervenir en personne sur scène en complément de la projection cinématographique.

## Fiche technique
- Titre : La Tierra de los toros
- Réalisation et scénario : Musidora
- Production : Société des Films Musidora
- Pays de production :  France,  Espagne
- Année de sortie : 1924
- Durée : 53 minutes
- Genre : Documentaire-fiction
- Format : Noir et blanc, muet

## Distribution
- Musidora : La journaliste-enquêtrice
- Antonio Cañero : lui-même

## Production et contexte
Tourné en Andalousie, sur les terres d’Antonio Cañero, La Tierra de los toros se distingue par son approche naturaliste. Musidora prend le parti de tourner presque exclusivement en extérieurs, sans décors artificiels et avec une distribution constituée principalement de non-professionnels.  
Pour la première fois de sa carrière, Musidora est productrice, réalisatrice et scénariste unique du projet. Elle obtient ainsi une totale indépendance artistique, sans intervention masculine dans la production. Ce film représente l’aboutissement de sa vision cinématographique et de son engagement féministe dans le milieu du cinéma.  
Cependant, la rupture avec Antonio Cañero et l'échec commercial du film marquent la fin de sa carrière de réalisatrice.

## Restauration
Le film a été restauré par le Centre national du cinéma et de l'image animée (CNC), permettant ainsi sa redécouverte et sa conservation.